# Мечел (дворец спорта)
«Мечел» — ледовый дворец расположен в металлургическом районе города Челябинска.
С момента открытия, 25 сентября 1994 года, дворец являлся домашней ареной для хоккейного клуба высшей хоккейной лиги (ВХЛ) «Мечел». После сезона 2011/2012 ледовый дворец не принимал матчи ВХЛ, руководство холдинга Мечел приняло решение о расформировании хоккейного клуба. В настоящее время в ледовом дворце выступает клуб молодёжной хоккейной лиги МХК «Мечел». Вместимость стадиона 2200 зрителей.
В июле 2014 года в ледовом дворце «Мечел» был выставлен кубок мира по хоккею, который привез в Челябинск воспитанник местной хоккейной спортивной школы Антон Белов.